# 尚塞拉
尚塞拉（法語：Champcella，法語發音：[ʃɑ̃sɛla]）是法国上阿尔卑斯省的一个市镇，属于布里扬松区。该市镇2009年时的人口为188人。

## 人口
尚塞拉人口变化图示
| 数据来源：INSEE |